# A midnight clear (Gordon Giltrap)
A midnight clear is een studioalbum van Gordon Giltrap en zijn toenmalige begeleider Bimbo Acock. Het album is opgenomen gedurende augustus 1987 in Solihull, de Blaynees geluidsstudio. Het album werd diverse malen opnieuw uitgegeven veelal in combinatie met ander werk van de gitarist.

## Musici
- Gordon Giltrap – gitaar
- Bimbo Acock – dwarsfluit, saxofoon, toetsinstrumenten (behalve op tracks 5, 12 en 13)
- Ric Sanders – viool (2, 6, 7, 8, 10, 12)
- Hilary Giltrap – psalter, bodhran  (3, 5)
- Colin Blaynee – elektronische drums en bas (13)

## Muziek
| Nr. | Titel                         | Duur |
| --- | ----------------------------- | ---- |
| 1.  | We three kings of orient are  | 5:05 |
| 2.  | God rest ye merry gentlemen   | 3:50 |
| 3.  | It came upon a midnight clear | 2:01 |
| 4.  | Oh little town of Bethlehem   | 2:46 |
| 5.  | I saw three ships sailing in  | 2:46 |
| 6.  | The holy and the ivy          | 2:33 |
| 7.  | Past three o’clock            | 2:57 |
| 8.  | Ding dong merrily on high     | 2:39 |
| 9.  | Oh come, all you faithful     | 2:58 |
| 10. | The first Noel                | 3:21 |
| 11. | O come, oh come Emmanuelr     | 2:23 |
| 12. | In the bleak mid winter       | 3:35 |
| 13. | We three kings of orient are  | 5;13 |